# Europees kampioenschap dammen 2022
Het Europees kampioenschap dammen 2022 algemeen en voor vrouwen werd van maandag 3 t/m zondag 9 oktober 2022 in Kortrijk gespeeld. 
Het Zwitsers systeem bestaande uit 9 ronden werd gehanteerd. 
De kampioenen uit 2018, Michael Semianiuk en Matrena Nogovitsyna, mochten hun titel niet verdedigen vanwege de schorsing van de Russische en Wit-Russische dambonden. 
Het speeltempo bedroeg 90 minuten voor de eerste 45 zetten, gevolgd door 30 minuten voor de rest van de partij en 30 seconden per zet. 
De beste vijf mannen en de beste zes vrouwen plaatsen zich voor het eerstvolgende wereldkampioenschap, met een maximum van twee spelers per land.

## Eindstand algemeen (top 15)
| plaats         | speler                 | land      | titel | punten | TSolk1    |
| -------------- | ---------------------- | --------- | ----- | ------ | --------- |
| 1              | Jan Groenendijk        | Nederland | GMI   | 12     | 87        |
| 2              | Jitse Slump            | Nederland | MI    | 12     | 86        |
| 3              | Roel Boomstra          | Nederland | GMI   | 12     | 81        |
| 4              | Wouter Sipma           | Nederland | GMI   | 11     | 89        |
| 5              | Guntis Valneris        | Letland   | GMI   | 11     | 87        |
| Arnaud Cordier | Frankrijk              | GMI       | 11    | 87     |           |
| Yuri Anikeev   | Oekraïne               | GMI       | 11    | 87     |           |
| 8              | Sven Winkel            | Nederland | MI    | 11     | 85 76, 67 |
| 9              | Martijn van IJzendoorn | Nederland | GMI   | 11     | 85 76, 66 |
| 10             | Kees Thijssen          | Nederland | GMI   | 11     | 82 75     |
| 11             | Aleksej Domchev        | Litouwen  | GMI   | 11     | 82 74     |
| 12             | Hein Meijer            | Nederland | GMI   | 11     | 81 74     |
| 13             | Edvard Buzinskij       | Litouwen  | GMI   | 11     | 81 73     |
| 14             | Maikel Palmans         | Nederland | MF    | 11     | 78        |
| 15             | Artem Ivanov           | Oekraïne  | MF    | 10     | 82        |

| Legenda                |
| ---------------------- |
| Geplaatst voor WK 2023 |

1 TSolk staat voor Solkoff Truncated, waarbij de punten van de tegenstanders worden opgeteld en daarna de laagste score wordt afgetrokken. Mocht er dan nog steeds geen beslissing zijn gevallen, dan worden de laagste twee scores afgetrokken, enz.

## Eindstand vrouwen
| plaats | speler               | land      | titel | punten | TSolk     |
| ------ | -------------------- | --------- | ----- | ------ | --------- |
| 1      | Natalia Sadowska     | Polen     | GMIF  | 12     | 87        |
| 2      | Marta Bankowska      | Polen     | MIF   | 12     | 86        |
| 3      | Viktoria Motritsjko2 | Oekraïne  | GMIF  | 12     | 85        |
| 4      | Katarzyna Stanczuk   | Polen     | MFF   | 11     | 86        |
| 5      | Olga Baltazji        | Oekraïne  | GMIF  | 11     | 83 76     |
| 6      | Olena Korotka2       | Oekraïne  |       | 11     | 83 75     |
| 7      | Joelia Makarenkova   | Oekraïne  | MIF   | 11     | 80        |
| 8      | Myja Plestyte        | Litouwen  |       | 10     | 79        |
| 9      | Lisa Scholtens       | Nederland | CMFF  | 10     | 75        |
| 10     | Emilija Batkovskaja  | Litouwen  |       | 10     | 66        |
| 11     | Arleta Flisikowska   | Polen     | MFF   | 9      | 87        |
| 12     | Vitalia Doumesh      | Nederland | MIF   | 9      | 76 69, 61 |
| 13     | Anastasiya Glushko   | Oekraïne  | CMFF  | 9      | 76 69, 60 |
| 14     | Luise Gabbert        | Nederland |       | 9      | 70        |
| 15     | Fleur Kruysmulder    | Nederland |       | 9      | 69        |
| 16     | Laura Timmerman      | Nederland | MFF   | 8      | 77        |
| 17     | Nona Nano            | Estland   |       | 7      | 79        |
| 18     | Ahlaia Shynkarenko   | Oekraïne  |       | 6      | 59        |
| 19     | Sofia Pandolfo       | Italië    |       | 3      | 73        |
| 20     | Jacqueline Schouten  | Nederland | MFF   | 1      | 28        |

2 Viktoriya Motrichko was reeds geplaatst voor het wereldkampioenschap dammen 2023. Haar plaats schoof door naar Olena Korotka.